# Barcaldine Castle

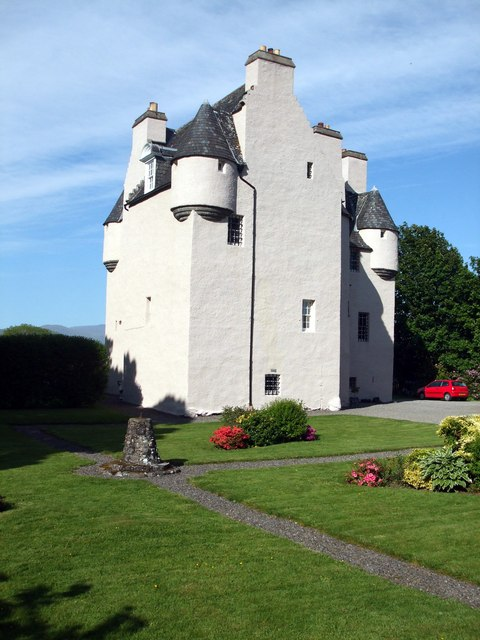
Barcaldine Castle

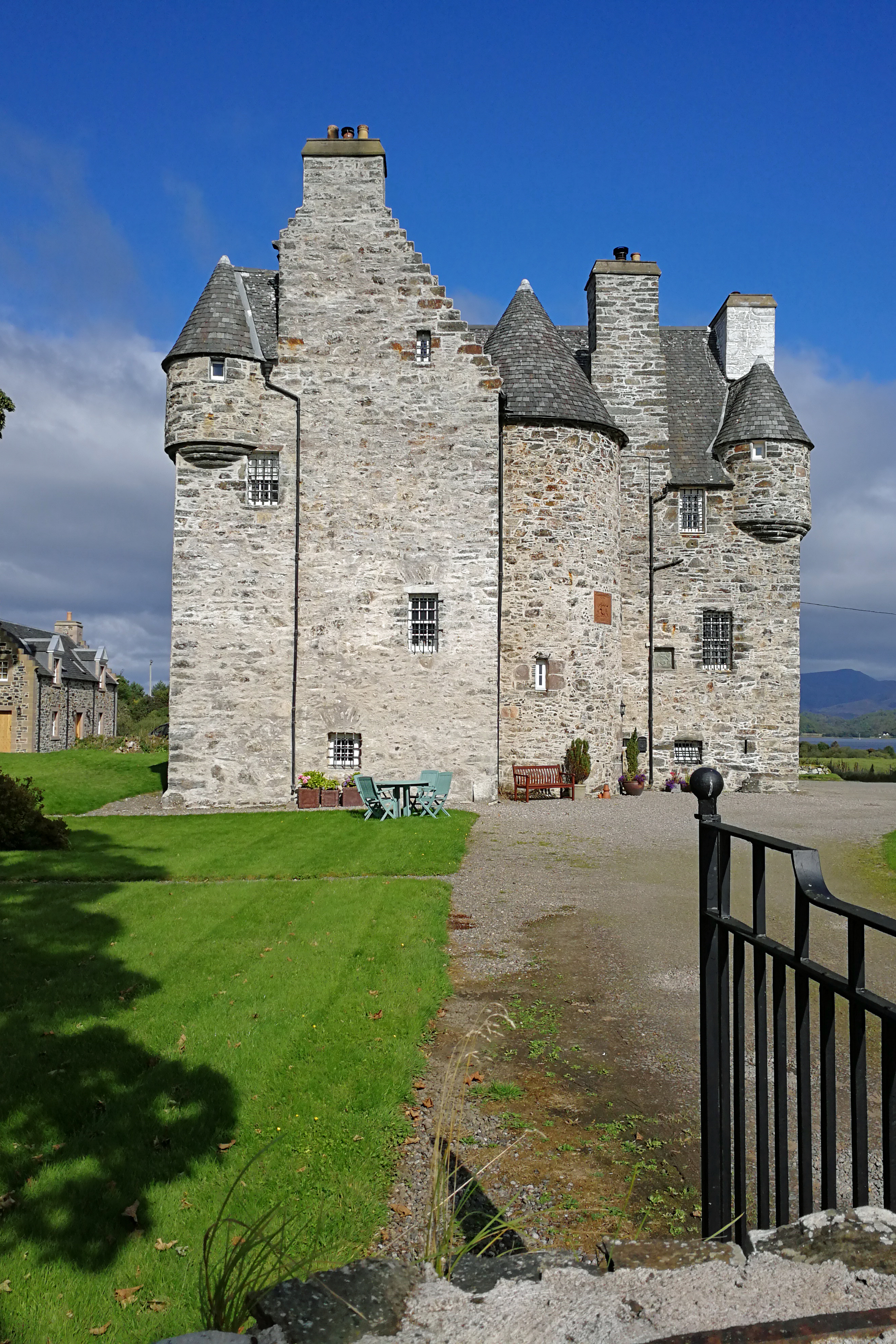
Zustand vor der Fassadenrenovierung

Barcaldine Castle, auch Black Castle of Barcaldine, ist ein Wohnturm nördlich der schottischen Ortschaft Benderloch. Es liegt wenige hundert Meter entfernt von der Küste von Loch Creran, einer Nebenbucht von Loch Linnhe. 1971 wurde Barcaldine Castle in die schottische Denkmallisten in der Kategorie A aufgenommen.

## Geschichte
Erbauer des Gebäudes ist Sir Duncan Campbell, 7. of Glenorchy. Während die Royal Commission on the Ancient and Historical Monuments of Scotland von einem Bauzeitraum zwischen 1601 und 1609 ausgeht, setzen Historic Scotland den Baubeginn etwas früher auf das Jahr 1595 an und die Fertigstellung auf 1610. Nach dem Ableben Duncan Campbells erbte sein Sohn Patrick das Anwesen. Im frühen 18. Jahrhundert wurde Barcaldine Castle zugunsten einer Anlage nahe Inveraray aufgegeben, die auch als Barcaldine House bekannt ist. Nach dem Tod von Sir Duncan Campbell, 1. Baronet, 8. Laird of Barcaldine im Jahre 1842 wurde der Wohnturm verkauft und 1896 von dem 3. Baronet zurückgekauft und bis 1911 restauriert. In der Zwischenzeit wurde er als ruinös mit eingestürztem Dach beschrieben. Nach mehreren Eigentümerwechseln ist Barcaldine Castle heute noch bewohnt.

## Beschreibung
Das dreistöckige Barcaldine Castle besitzt einen L-förmigen Grundriss und wurde aus Bruchstein erbaut. An den Gebäudeecken sind drei Erkertürme mit halbkonischen Schieferdächern vorhanden. Der Eingangsbereich in Form eines runden Treppenturms mit Kegeldach befindet sich zwischen den Schenkeln der beiden Flügel. Das Dachgeschoss ist ausgebaut und mit Dachgauben versehen. Barcaldine Castle schließt mit einem schiefergedeckten Satteldach ab. Die Fassaden wurden in jüngerer Zeit in der traditionellen Harling-Technik verputzt.
Die Barcaldine Stones sind zwei Menhire, westlich der Straße A828, nördlich von Barcaldine.